# Garganelli

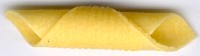
Ein Garganello

Garganelli sind eine italienische Pastasorte, die aus einem auf Ei basierenden Teig bestehen (pasta all’uovo).

## Herkunft und Geschichte
Garganelli stammen aus der Emilia-Romagna. Die Entstehungsgeschichte erzählt, dass ein Koch einst im Jahr 1725 für eine Gesellschaft kochen sollte, für die er Cappelletti geplant hatte und für diesen Zweck bereits die benötigten Nudelteigquadrate und die Füllung angerührt hatte. Seine Haustiere fraßen jedoch die Füllung und er war zur Improvisation gezwungen. So rollte er aus den Quadraten kleine Röhrennudeln, die später als Garganelli in die Geschichte eingingen.

## Herstellung, Form und Verwendung
Garganelli sind Röhrennudeln, die dadurch entstehen, dass aus einem zirka sechs mal sechs Zentimeter großen Teigstück eine kleine Rolle gerollt wird. Sie weisen gewisse Ähnlichkeit zu Penne auf. Garganelli sind für gewöhnlich geriffelt (rigati). Der Teig basiert auf Ei, womit die Garganelli zu den Eiernudeln gehören. Das besondere am Teig ist, dass er im Verhältnis 2:1 aus Weichweizenmehl und Hartweizengrieß besteht.
Garganelli sind außerhalb Italiens wenig bekannt und werden mit Soßen serviert, die Entenfleisch, Schinken, Wurst, Parmesan oder Erbsen enthalten.